# Абдулла, Хаяла Мардан кызы
Хаяла Мардан кызы Абдулла (азерб. Xəyalə Mardan qızı Abdulla; род. 13 июля 1993) — азербайджанская шахматистка, международный мастер (2010) среди женщин, гроссмейстер среди женщин (2015).

## Биография
В 2010 году в Батуми завоевала бронзовую медаль на чемпионате Европы среди девушек в возрастной группе U18. В 2011 году победила на чемпионате Азербайджана среди девушек в возрастной группе U18, а возрастной группе U20 была второй. В 2012 году повторно завоевала серебро на чемпионате Азербайджана среди девушек в возрастной группе U20. Два раза побеждала на женских чемпионатах Азербайджана по шахматам (2013, 2014).
Представляла Азербайджан на двух шахматных олимпиадах (2014—2016) и двух командных чемпионатах Европы по шахматам (2013—2015).

## Изменения рейтинга
| Графики недоступны из-за технических проблем. См. информацию на Фабрикаторе и на mediawiki.org. |